# Citium
Citium (łac. Diœcesis Citiensis) – stolica historycznej diecezji w Cesarstwie Rzymskim (prowincja Ciprus), współcześnie na Cyprze. Od 1933 katolickie biskupstwo tytularne.

## Biskupi tytularni
| Lp. | Biskup                       | Od                | Do                  |
| --- | ---------------------------- | ----------------- | ------------------- |
| 1   | Biagio d’Agostino            | 15 grudnia 1951   | 14 maja 1954        |
| 2   | Robert Francis Joyce         | 8 lipca 1954      | 29 grudnia 1956     |
| 3   | James Vincent Casey          | 5 kwietnia 1957   | 14 czerwca 1957     |
| 4   | Martin Walter Stanton        | 27 czerwca 1957   | 1 października 1977 |
| 5   | Paul Edward Waldschmidt CSC  | 28 listopada 1977 | 20 kwietnia 1994    |
| 6   | Francisco Gil Hellín         | 3 kwietnia 1996   | 28 marca 2002       |
| 7   | Oscar Omar Aparicio Céspedes | 29 maja 2002      | 4 kwietnia 2012     |
| 8   | Raymond Chappetto            | 2 maja 2012       |                     |